# مسلسل أغبالو
أغبالو هو مسلسل مغربي أنتجته القناة الأماويغية المغربية هو سيرة ذاتية للفنان الأمازيغي الكبير الحاج بلعيد بث في رمضان عام 2019 